# Fort Kugelbake

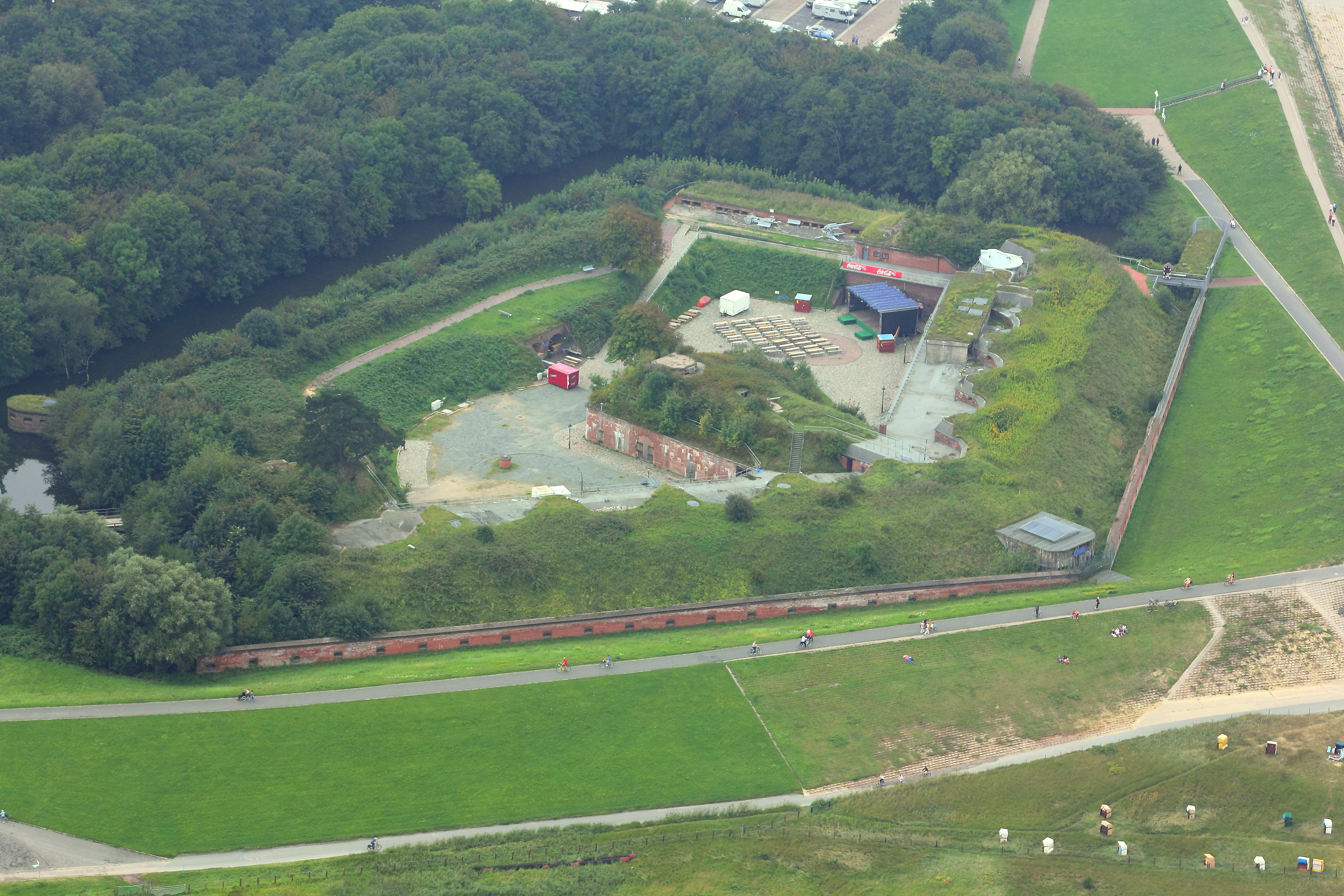
Luftbild der Festungsanlage am Deich, vorn der Scheinwerferbunker

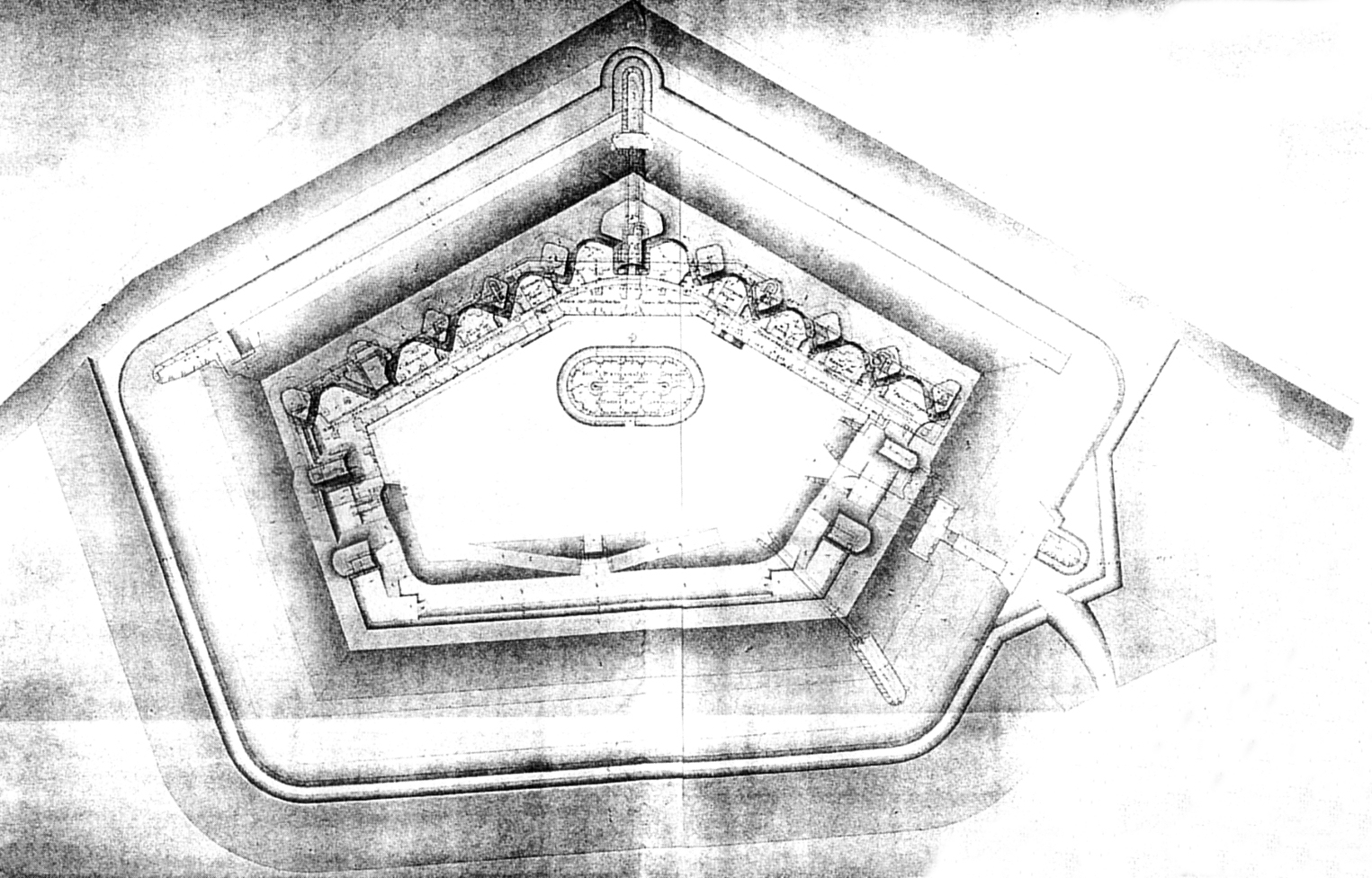
Plan der Anlage von 1869

Das Fort Kugelbake ist eine ehemalige Marinefestung in Cuxhaven im heutigen Kurviertel Döse. Es liegt auf der letzten Landspitze an der Elbmündung hinter dem Seedeich nahe dem namensgebenden Seezeichen, der Kugelbake. Das Fort wurde zwischen 1869 und 1879 an einer strategisch günstigen Position an der Flussmündung errichtet, um mit seinen 14 Küstengeschützen feindlichen Kriegsschiffen, damals den französischen, die Zufahrt zur Elbe zu versperren. Heute ist es das letzte erhaltene Artilleriefort der Marine an der deutschen Nordseeküste.

## Baubeschreibung
Beim Fort Kugelbake handelt es sich um einen fünf Hektar großen pentagonalen Baukörper mit einer Ausdehnung von 250 Metern Breite und 150 Metern Tiefe. Die Anlage ist von einem vorgelagerten Graben umgeben, der etwa 12 Meter breit und rund 2,5 Meter tief war. An den beiden Seiten zur See bzw. zum Deich wurde jeweils ein Trockengraben angelegt, an dem sich als Annäherungshindernis eine Schießschartenmauer aus Ziegel befindet. An den Flanken sowie der Kehlseite wurde der Graben als ein etwa zwei Meter tiefer Wassergraben ausgeführt. Die Grabenverteidigung erfolgte durch Schultergrabenwehren. Der Kanonenwall zur Seeseite bestand aus aufgeschütteter Erde über Wallkasematten, die in Ziegelbauweise errichtet wurden und in denen sich die Unterkünfte der Besatzung sowie die Munitionsmagazine befanden. Die Geschützstellungen befanden sich auf den Ziegelbauten. Die einzelnen Stellungen wurden zum Schutz vor feindlichem Feuer von Seeseite durch Traversen untereinander getrennt. Bis 1887 entstand im Hof des Forts ein massiges Bauwerk als Mitteltraverse, welche die Anlage in zwei Höfe teilt. Sie hatte den Zweck, die Wirkung von einschlagenden Geschossen und deren Splittern abzumildern.

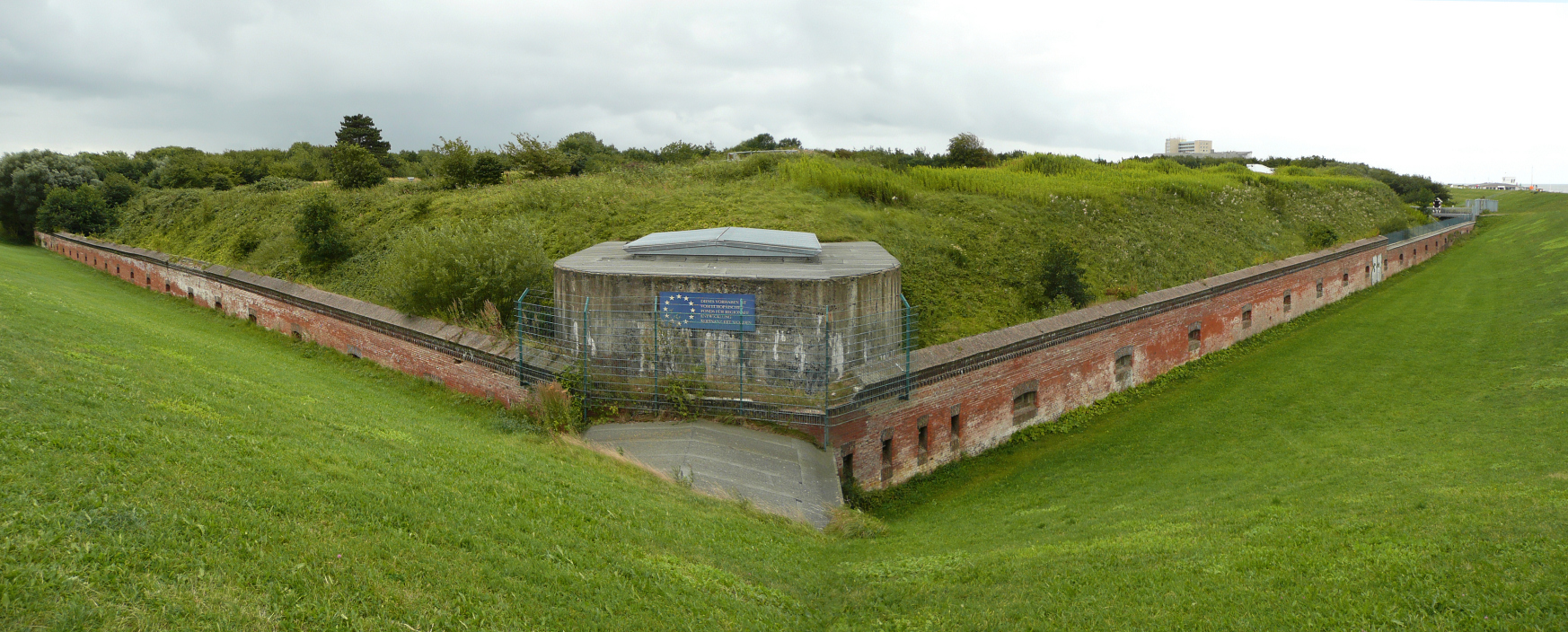
Ansicht vom Deich mit Schießschartenmauer und Betonbunker des Scheinwerfers und die von Erdreich überdeckte Grabenwehr

Der Hauptzugang lag im rückwärtigen Bereich zur Landseite. Dort befand sich eine Brücke über den Wassergraben, die ursprünglich als Zugbrücke ausgeführt war. Die äußere Torverteidigung erfolgte durch ein steinernes Blockhaus, das sich außerhalb des Forts am Wassergraben befindet. Im Inneren des Forts ermöglichten entsprechende Baulichkeiten die Verteidigung des Tores und der Brücke. Zur Wasserversorgung der Besatzung wurde im Jahr 1876 ein Brunnen gebohrt. Wegen dessen mangelnder Wasserqualität bekam das Fort um 1910 eine Wasserleitung und Anschluss an das örtliche Wasserwerk.

### Anfängliche Bewaffnung und Besatzung
Die ersten aufgestellten Geschütze im Jahr 1870 wiesen das Kaliber 28 cm auf. Ihre Schussweite lag bei bis zu zehn Kilometern, so dass die gesamte Fahrrinne der Elbe abgedeckt werden konnte. 1879 war die Anlage vollständig einsatzbereit. 1880 verfügte das Fort über insgesamt zehn Kanonen vom Kaliber 28 cm, die auf einer linken und rechten Batterie mit jeweils fünf Geschützen positioniert waren. Weitere vier Kanonen vom Kaliber 12 cm standen auf der linken, zur See zeigenden Flanke des Forts. 1899 bekam das Fort zum Munitions- und Materialtransport einen Gleisanschluss durch eine Schmalspurbahn zum Bahnhof Cuxhaven, die 1914 kurzfristig von der Cuxhavener Straßenbahn benutzt wurde. Um unbeleuchtete Schiffe nachts erkennen zu können, erhielt das Fort 1909 den damals stärksten Scheinwerfer der Welt, dessen Kegel 4,5 km weit reichte. Der fünf Tonnen schwere Scheinwerfer war versenkbar in einem eigens dafür errichteten Betonbunker aufgestellt und 1911 einsatzbereit. Den Strom zum Betrieb lieferte die Kraftzentrale des Forts.
Die Besatzung des Forts umfasste zehn Offiziere sowie 446 Unteroffiziere und Mannschaften. Die Unterbringung der Besatzung erfolgte anfangs in den Kasematten, in denen die Mannschaften in Hängematten schliefen. Wegen des gesundheitlich schädlichen Einflusses der Unterbringung in den dauerfeuchten Kasematten, kam es 1913 zur Errichtung eines Stabsgebäudes auf dem Gelände des Forts, das als Wohnbaracke diente.

## Geschichte

### Errichtung

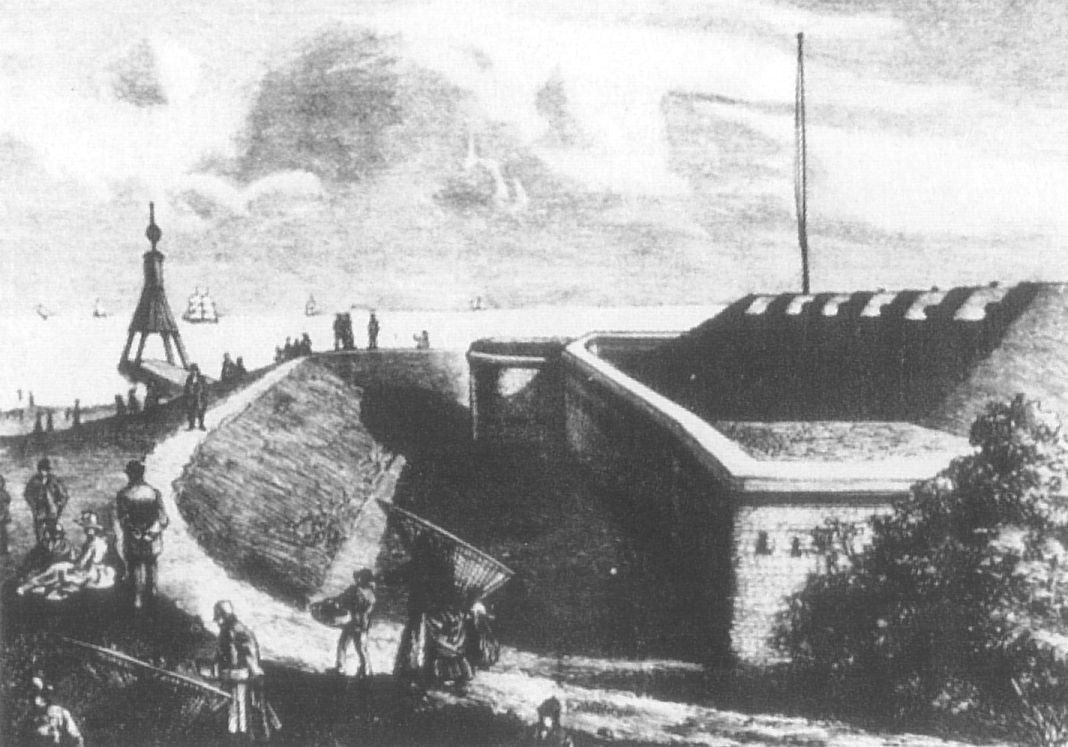
Die Anlage um 1880, links der Deich und die Kugelbake

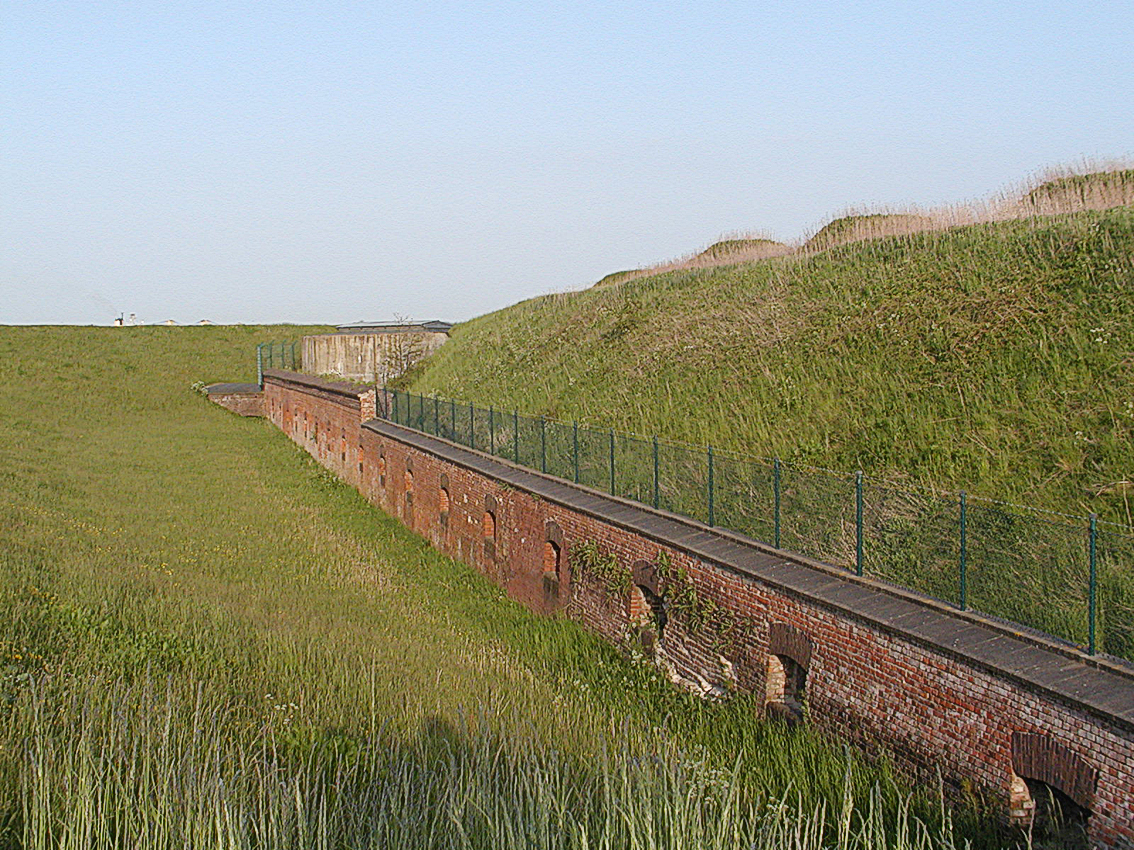
Schießschartenmauer des Forts auf einer der Seeseiten und Trockengraben, Deich und Graben waren ursprünglich mehrere Meter tiefer

Unter der Fremdherrschaft von Napoleon wurde die militärstrategische Bedeutung der exponierten Lage an der Elbmündung bereits Anfang des 19. Jahrhunderts erkannt. Rund 50 Jahre später lagen in Preußen 1867 erste Pläne zur Erbauung eines Festungswerkes vor. 1869 erteilte das Allgemeine Kriegsdepartement des Preußischen Kriegsministeriums die Genehmigung zum Bau des Forts, so dass die Erdarbeiten noch in diesem Jahr beginnen konnten. Am 28. Mai 1870 erfolgte die Grundsteinlegung. Bereits im Herbst 1870 wurden die ersten Geschütze aufgestellt. Die Bauarbeiten wurden nicht durch militärische Einheiten, sondern durch zivile Unternehmen vorgenommen. Ab 1870 lagen sie brach wegen des Deutsch-Französischen Kriegs und wurden nach Kriegsende 1871 fortgesetzt. Die Finanzierung erfolgte dann durch französische Reparationszahlungen. 1873 wurde das Fort in einer ersten Ausbaustufe fertiggestellt, in der es eher den Charakter einer Küstenbatterie hatte.
In den Jahren 1876 bis 1878 kam es zu zahlreichen Umbauten und Bauverstärkungen. Wegen ständiger Feuchtigkeitsprobleme im Inneren des Forts wurden dabei die Decken der Kasematten gegen Durchnässung von oben abgedichtet. Von unten stieg unvorhergesehen Grundwasser auf, so dass die Feuchtigkeit bei den Mannschaften erhebliche Gesundheitsprobleme verursachte. In den Munitionskammern waren die feuchten Lagerungsbedingungen für Schwarzpulver ungünstig, da es hygroskopisch ist.
Durch den 1895 eröffneten Kaiser-Wilhelm-Kanal auf der gegenüberliegenden Elbseite stieg die strategische Bedeutung des Forts, das dementsprechend bis 1911 verstärkt wurde.

### Erster Weltkrieg
In der Umgebung von Cuxhaven wurden in den letzten Jahren vor dem Ersten Weltkrieg sieben weitere Festungsanlagen errichtet. Während des Krieges näherten sich jedoch keine feindlichen Schiffe, sodass das Fort keinen Schuss abzugeben brauchte. Bereits 1914 wurden fünf Kanonen vom Kaliber 28 cm nach Flandern verlegt.
Nach dem Krieg konnte das Fort gemäß dem Friedensvertrag von Versailles als Küstenverteidigungsanlage erhalten bleiben, jedoch mit verringerter Anzahl von Geschützen und Munition. In den 1920er Jahren mussten die militärischen Details des Forts dem Völkerbund offengelegt werden. 1922 forderte der Hamburger Senat, der zu dieser Zeit für Cuxhaven zuständig war, die Entfestigung der Anlage. Im Jahr 1931 kam es seit dem Kriegsende 1918 zu ersten Instandhaltungsarbeiten.

### Zweiter Weltkrieg

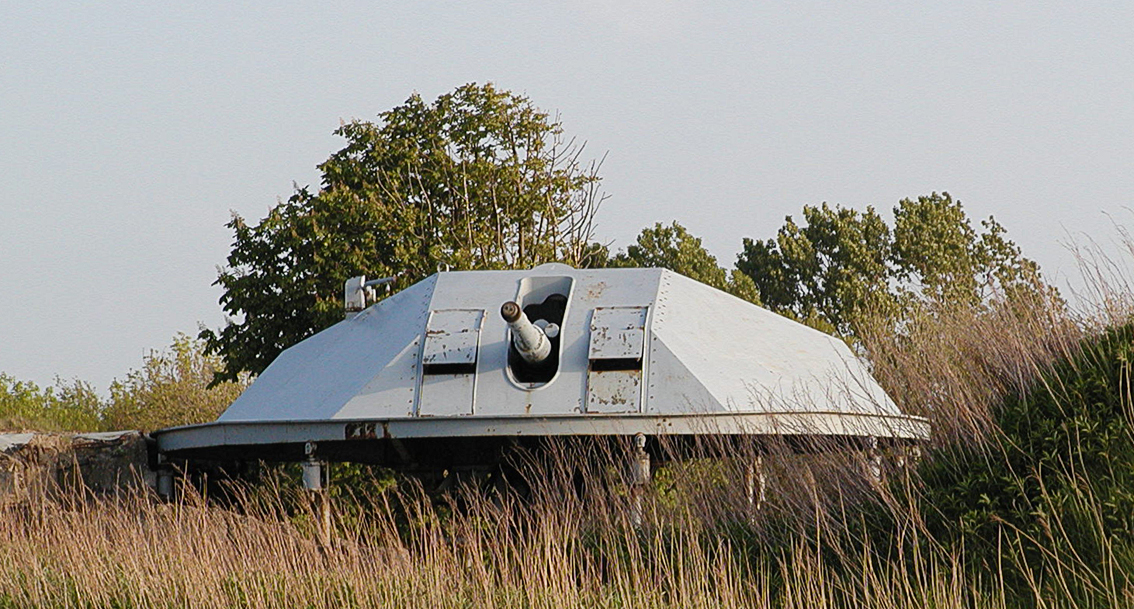
10,5-cm-Flak

Vor dem Zweiten Weltkrieg wurde 1937 im Fort eine Flakstellung aufgebaut, die 1938 einsatzbereit war. Sie bestand zunächst aus vier offen aufgestellten 8,8-cm-Flak. Sie wurden ab etwa 1941 durch vier 10,5-cm-Fla-Geschütze in der Version als Schnellladekanonen ersetzt, die mit Deckenschutzschilden versehen wurden. Sie waren nach den Flüssen der Region, wie Elbe, Weser, Jade und Ems, benannt worden. Ein im Hof des Forts etwa um 1941 aus Beton errichteter runder Beobachtungsturm diente als Leitstand. Unmittelbar am Fort wurde ebenfalls um 1941 ein turmähnliches Gebäude als Leitstand mit einer Funkmesseinrichtung errichtet, die über das Funkmessgerät Freya verfügte. Während des Krieges entstand eine Wehrmachtsbaracke aus relativ dünnen Betonwänden als Aufbau auf dem Fort, die den Flakbedienungen als Unterkunft diente. Die Besatzung des Forts bestand zu Kriegsbeginn aus 350 Soldaten und schmolz gegen Kriegsende auf rund 50 Soldaten, darunter 25 Marineflakhelfer sowie etwa 25 sowjetische Kriegsgefangene als Hilfswillige ab.
Kurz nach der Kriegserklärung des Vereinigten Königreichs gegenüber Deutschland am 3. September 1939 schoss die Flakbatterie des Forts bereits am 4. September 1939 einen britischen Wellington-Bomber ab; sie blieb danach aber unbedeutend. Während des gesamten Zweiten Weltkrieges erreichte die in Cuxhaven stationierte Marineflakabteilung 214, zu der neben dem Fort weitere Batterien gehörten, bei 15.000 abgegebenen Schuss, zwölf Abschüsse von feindlichen Bombern. Wie im Ersten musste die Besatzung der Festung auch im Zweiten Weltkrieg auf kein feindliches Schiff in der Elbmündung schießen. Das Elbe-Weser-Dreieck wurde im April/Mai 1945 von der Landseite her von den Alliierten besetzt.

### Nachkriegszeit

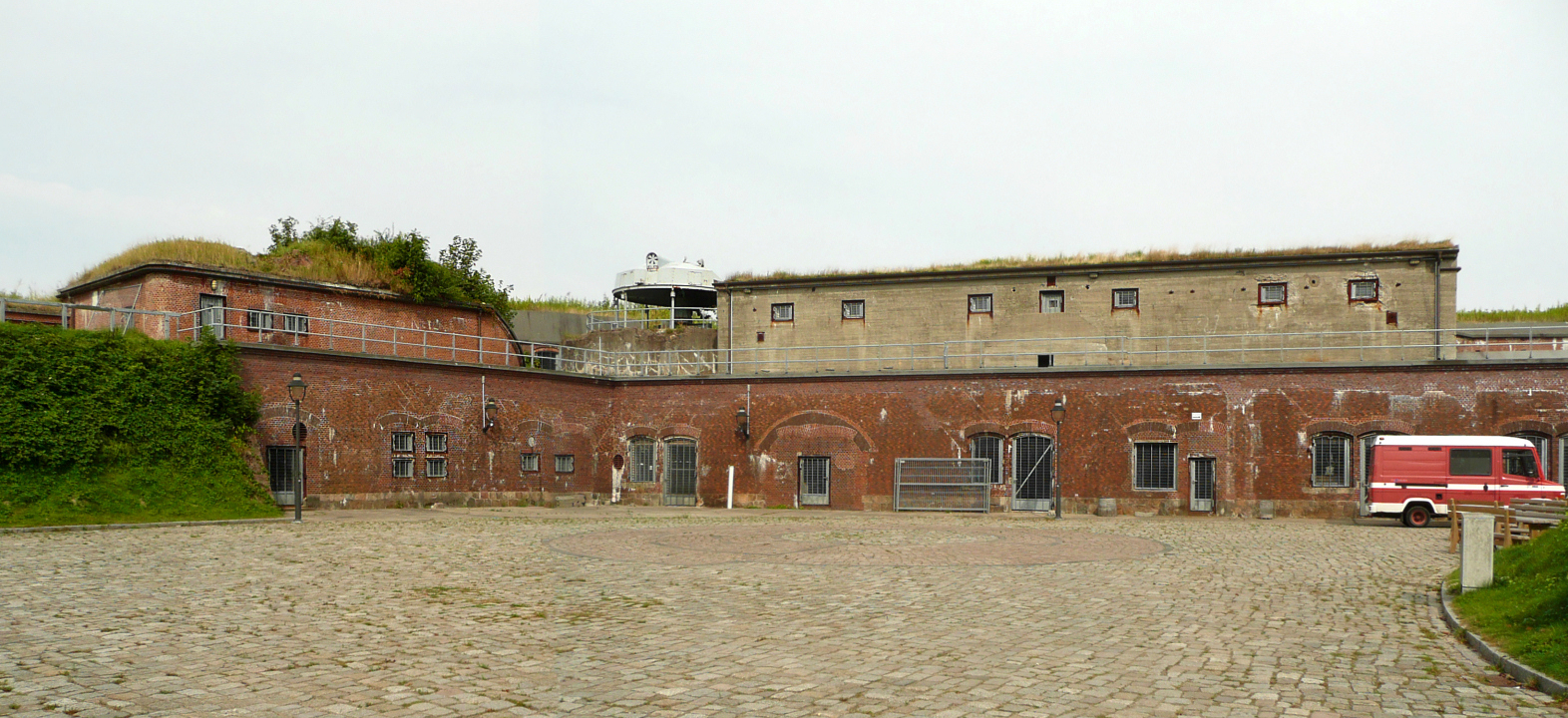
Einer der beiden Innenhöfe mit der im Zweiten Weltkrieg aufgesetzten Wehrmachtsbaracke aus Beton; auf dem Pflaster der angedeutete kreisrunde Grundriss des nach dem Kriegsende gesprengten Flak-Leitstandes

Nach der Einnahme von Cuxhaven gegen Kriegsende durch die Alliierten und der anschließenden Räumung des Forts durch deutsches Militär wurde es vom britischen Militär bezogen. Außerdem war es für zwei Jahre Stützpunkt des Deutschen Minenräumdiensts. Nach dem Krieg kam es zur Entfestigung des Forts durch Sprengungen der Kommandostände auf der Mitteltraverse und der linken Flanke, der vier Flakstellungen sowie des Flak-Leitstandes im Hof.
Nach dem Abzug der Militärs 1947 wurde das gesamte Gelände des Forts mit seinen Gebäuden, Kasematten und Bunkeranlagen in der Nachkriegszeit in verschiedenen Funktionen weitergenutzt. Wegen der Wohnungsnot der vielen Flüchtlinge und Heimatvertriebenen diente es damals 24 Familien als Notunterkunft. In dieser Zeit entstand eine Jugendherberge im Fort, die bis 1967 verblieb und sich im Betonbau der Wehrmachtsbaracke befand. Außerdem nutzen nachfolgend sieben Wirtschaftsbetriebe die Baulichkeiten, unter anderem als Hühnerfarm, Nerzfarm, Gießerei und als Abdeckerei.

## Heutige Nutzung
Ab 1969 stand das Fort leer. 1970 erwarb es die Stadt Cuxhaven von der Bundesrepublik Deutschland. 1984 stufte das Institut für Denkmalpflege die Anlage als erhaltenswerte bauliche Anlage nach dem Niedersächsischen Denkmalschutzgesetz ein, mit dem Ziel, das Fort in den baulichen Zustand von 1910 zurückzuversetzen. 1991 fand im Fort ein Künstlersymposium unter dem Motto „Schützen Wappnen Entrüsten“ statt. Von 1992 bis 1994 wurde das Fort durch finanzielle Mittel in Höhe von 6,5 Millionen DM, größtenteils mit EU-Fördermitteln, restauriert. Dadurch wurde der Verfall der Anlage gestoppt und der historische Charakter ansatzweise wiederhergestellt um der Anlage, als letztem verbliebenem Marineartilleriefort an der deutschen Nordseeküste, gerecht zu werden. Die Arbeiten waren umfangreich und technisch aufwändig. So war beispielsweise vor der Restaurierung der Innenhof mit bis zu 1,5 Meter hohen Schuttablagerungen bedeckt, die Dächer des Kanonenwalls undicht, der Wassergraben verschlickt, sämtliche Fenster und Türen verändert, die Brücke baufällig, Kasemattengänge geflutet sowie die äußere Schartenmauer weitgehend schadhaft und mit Erdboden bedeckt.
Im Rahmen der Umbauten wurde der nach dem Krieg gesprengte Leitstand im Innenhof des Forts durch Bodenpflasterung erkennbar gemacht. Auf einer Betonplattform wurde an der Originalposition ein baugleiches 10,5-cm-Fla-Geschütz aufgebaut. Es handelt sich dabei um eine Dauerleihgabe aus der norwegischen Festung Oscarsborg.
Heute kann das etwa fünf Hektar große Gelände mit einem kleinen Museum zur Geschichte der Anlage bei fachkundigen Führungen besichtigt werden. Räumlichkeiten der Anlage können für Veranstaltungen gemietet werden. 2005 fand im Fort Kugelbake das Musikfestival Deichbrand statt. Seit 2009 wird hier jährlich das Störtebeker-Freilichttheater aufgeführt.

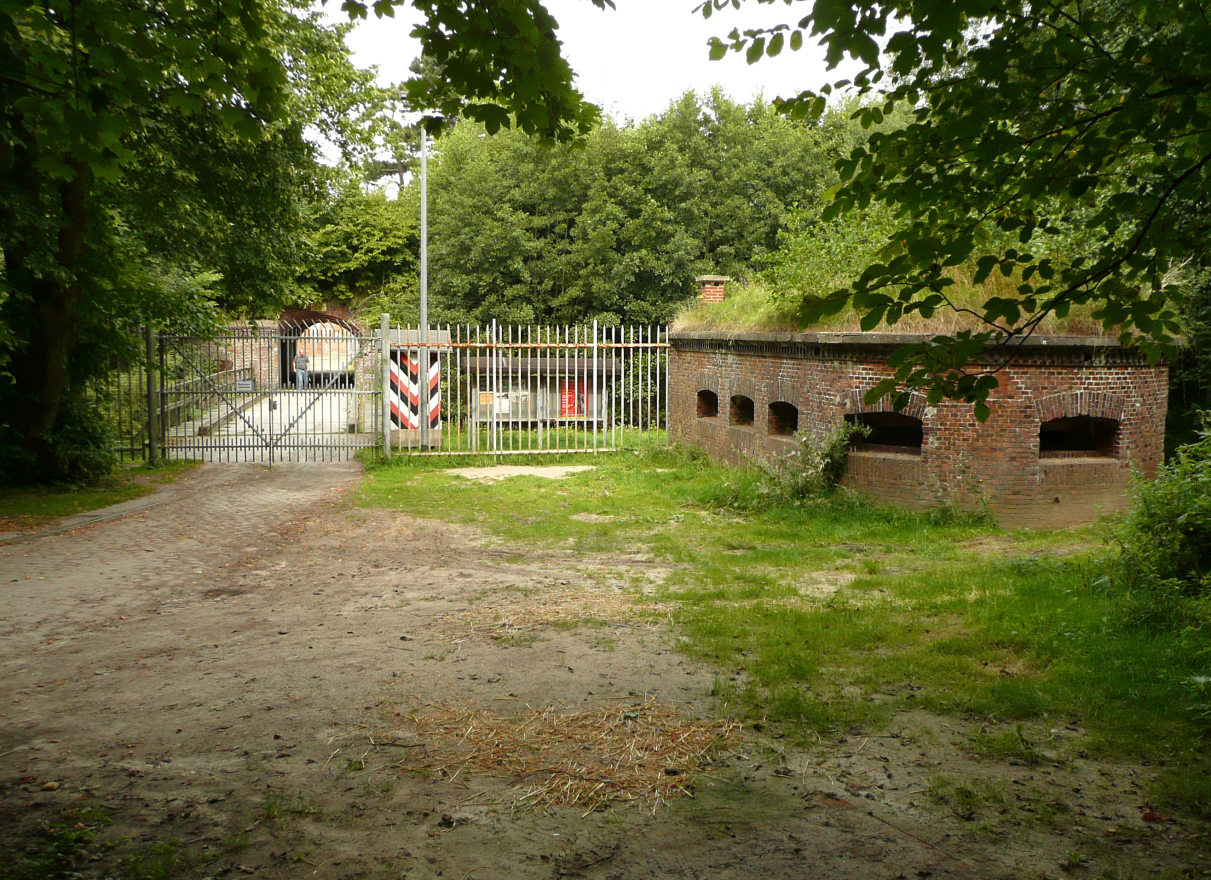
Haupteingang mit Brücke und steinernem Blockhaus zur Außenverteidigung
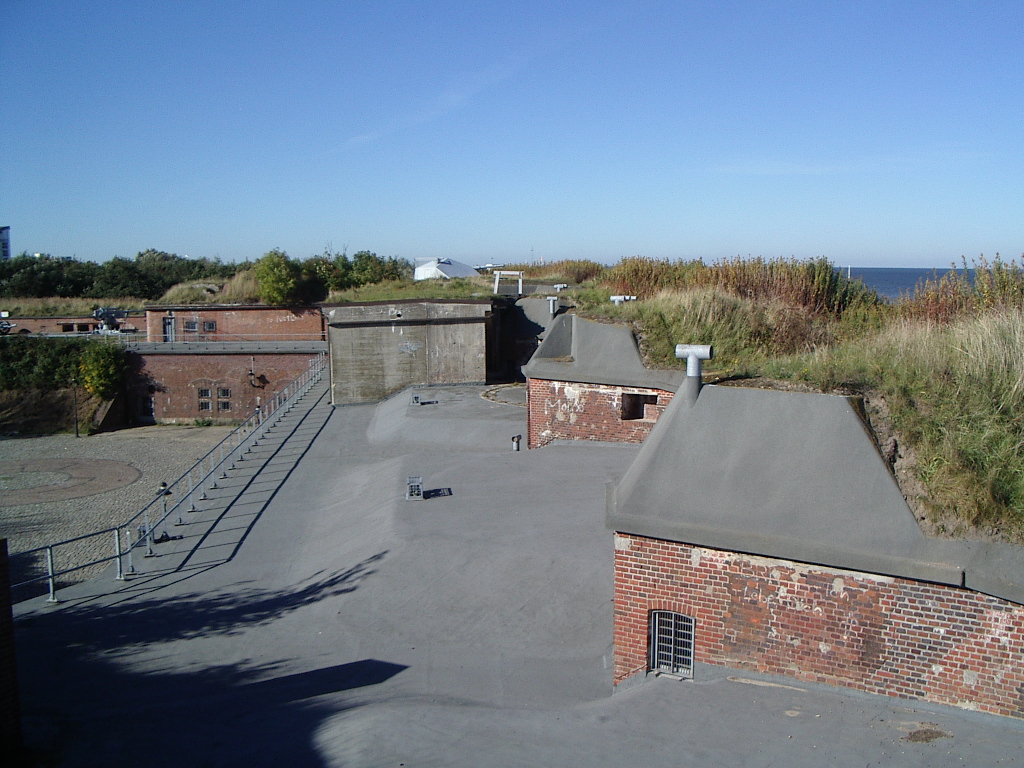
Blick über die Anlagen im Innenhof in Richtung Westen auf die Elbmündung
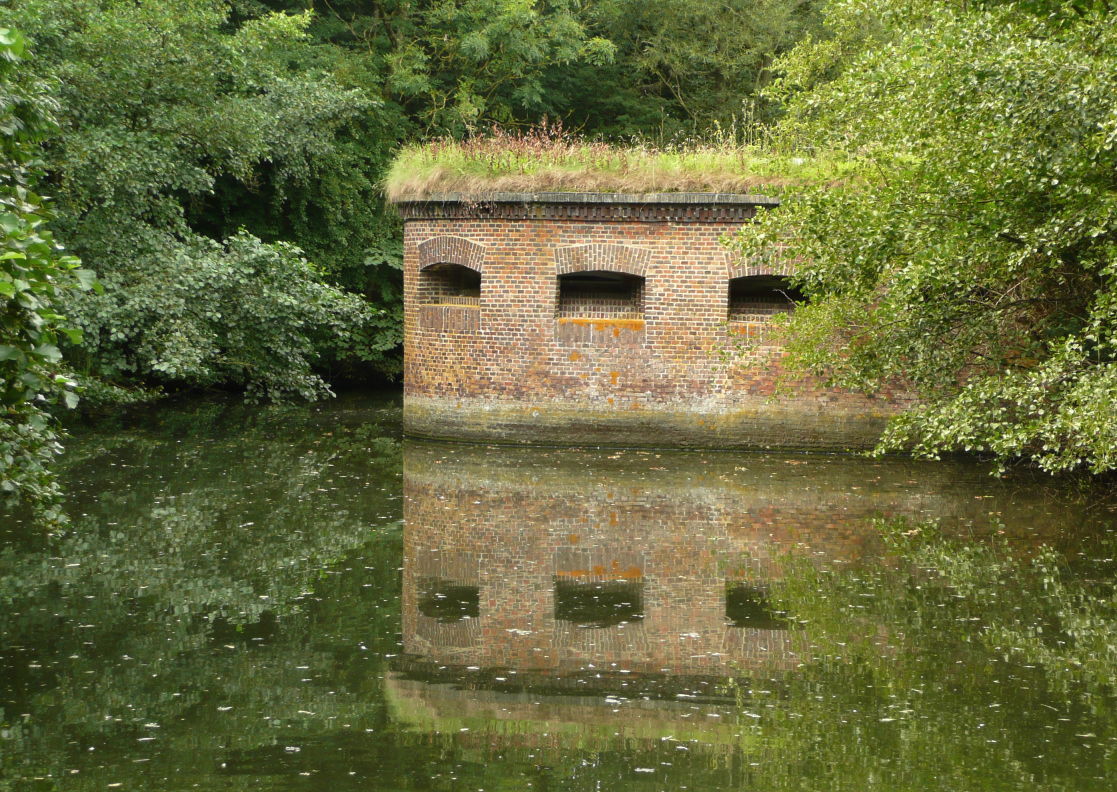
Grabenwehr im Wassergraben
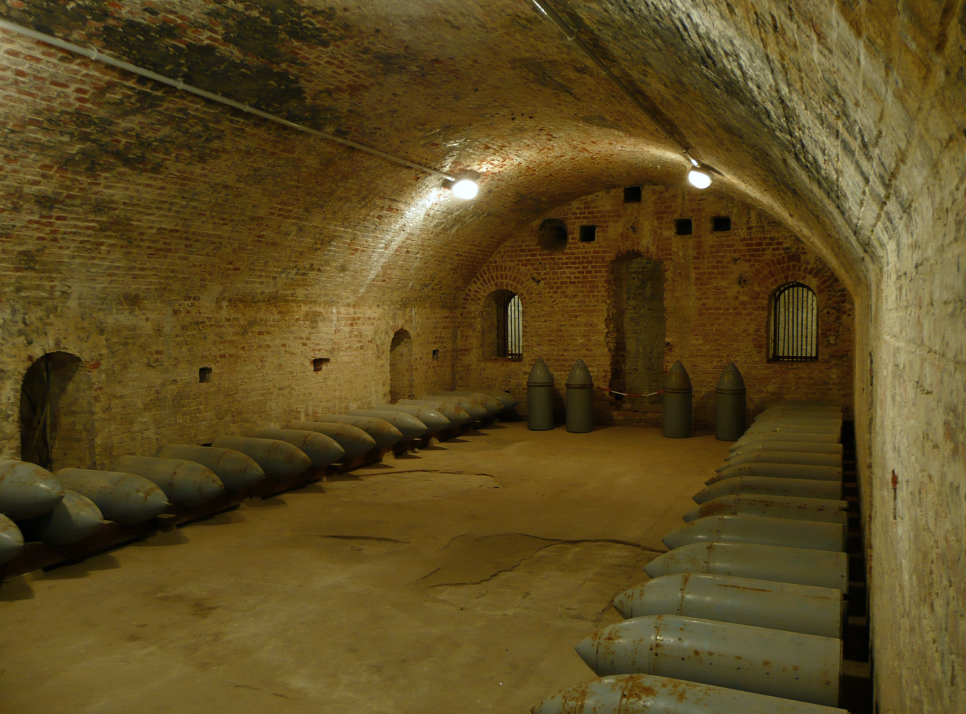
Munitionslager in einer Kasematte
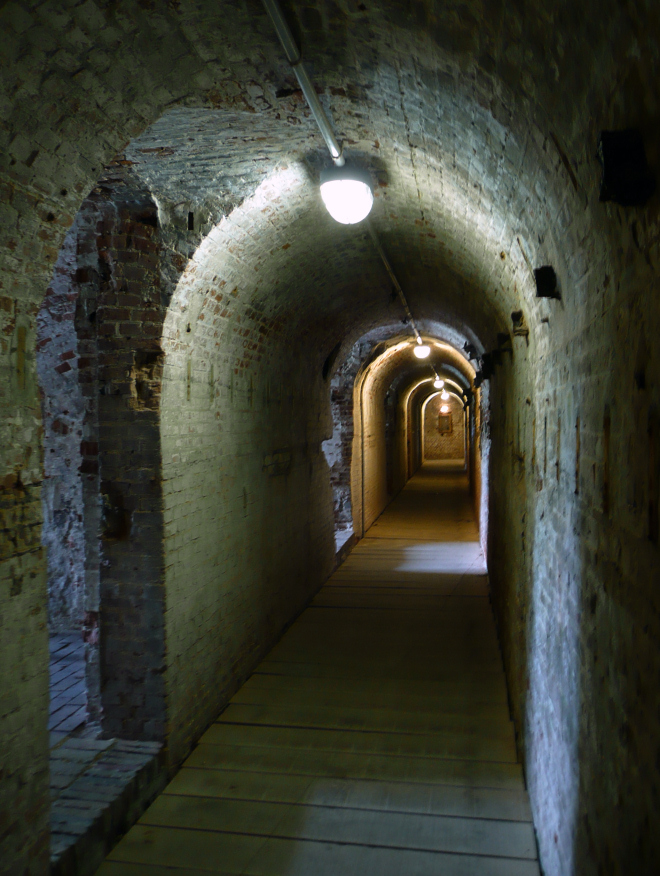
Umlaufender Gefechtsgang in den Kasematten